# Cycloloma
Cycloloma é um género botânico pertencente à família Amaranthaceae.

## Espécies
- Cycloloma atriplicifolium
- Cycloloma platyphylla
- Cycloloma platyphyllum